# Aridoamèrica

Regió d'Aridoamèrica.

Aridoamèrica és la denominació que es dona a l'àmplia àrea cultural que s'estén al nord dels límits de Mesoamèrica. Els confinis del nord de la regió aridoamericana aconsegueixen la latitud distant del paral·lel 42°. Es tracta d'una àrea amb una poca diversitat ecològica, a diferència de les seves veïnes Oasiamèrica i Mesoamèrica. El coreu del blat de moro començà a Aridoamèrica pel 2100 aC. Els arqueòlegs no estan d'acord si va ser introduït per migrants uto-asteques de Mesoamérica o propagat cap al nord per préstec cultural. La introducció de l'agricultura va donar lloc a l'aparició de cultures sedentàries com ara els Hohokam, Mogollon, i Anasazi, de vegades delineats dels habitants mesolítics d'Aridoamérica pel terme Oasiamèrica.

## Distribució
Els actuals estats mexicans que es troben a Aridoamèrica són:
- Aguascalientes
- Baixa Califòrnia
- Baixa Califòrnia Sud
- Coahuila
- Chihuahua
- Durango
- Nuevo León
- San Luis Potosí
- Sonora
- Tamaulipas
- Zacatecas

Les parts nord de:
- Hidalgo
- Guanajuato
- Querétaro de Arteaga
- Jalisco
- Sinaloa

## Sierra de Tamaulipas
Una de les regions a Aridoamèrica que presenta una ocupació contínua perllongada és la Sierra de Tamaulipas. Es localitza en el nord-est de Mèxic. En diversos punts de la regió s'han trobat nombrosos objectes que parlen d'un complex cultural que té les seves arrels en el Cenolític Tardà i es perllonga fins als primers anys de l'era cristiana. Els principals llocs d'aquesta cultura són Canó del Diable, Cova del Diable, Cova de Nogales i Cueva de la Perra. En ells, els arqueòlegs han trobat evidència d'una agricultura incipient, entre les més antigues d'Amèrica.

## Desert de Chihuahua
Si bé el terme és un derivat de la proposta de Paul Kirchhoff de definir a les cultures de l'àrea meridional de Mèxic i occidental de Centreamèrica com una gran civilització, amb base en el descobriment d'un complex mesoamericà (en el qual s'inscriuen elements característics compartits per tots els pobles de l'àrea), no pot dir-se que Aridoamèrica compleixi amb la mateixa funció.
De fet, com apunten López Austin i López Luján en el seu llibre El pasado indígena (1996), els pobles d'Aridoamèrica, condicionats pel seu mitjà ecològic, mai van arribar a formar una unitat cultural. Eren més aviat pobles aïllats i compactes. Per tant, no podien establir una comunicació tan intensa entre ells com la que van establir els mesoamericanos o els oasiamericans. La falta d'aquests vincles va ser decisiva en l'enorme diversitat que es troba entre els pobles d'aquesta regió.
Alfred Kroeber i Dainzu Miranda, abans que Kirchoff, havien definit a aquesta regió com el Sud-oest. El terme, que és més emprat en anglès, implica per descomptat, la imposició d'una perspectiva geogràfica centrada en Estats Units. No obstant això, els arqueòlegs mexicans han discutit el concepte cultures del Sud-oest, per òbvies raons polítiques, argumentant que: el Sud-oest històricament sempre ha estat Nord.
En aquest sentit, en alguns cercles d'arqueòlegs (especialment els mexicans), es parla d'una Gran Txitximeca, que comprendria aproximadament els territoris que s'entenen com Aridoamèrica. Aquest nou concepte té el seu origen en la denominació donada pels nahues als habitants de les terres del nord, als quals, per un paral·lelisme singular, com en Grècia antiga, consideraven com bàrbars (de fet, txitximeca i bàrbar tenen aproximadament el mateix significat en les seves respectives llengües originals: els que no saben parlar).
A Aridoamèrica coincideixen una enorme quantitat de climes, des del sec i àrid en l'estiu fins a un fred incessant durant l'hivern. Aquesta situació va propiciar l'escassetat de cultius al territori aridoamericà, i els seus habitants havien de dedicar-se a activitats com la caça, la pesca, i la recol·lecció. Així i tot, diverses cultures van subsistir en Aridoamèrica, com els ópates, jova, tarahumares, entre d'altres, que van deixar gran quantitat de pintures rupestres.

## Entorn ecològic
La gran extensió de la regió aridoamericana la converteix també en una zona diversa. Els més variats climes es poden trobar en aquesta regió, però el que els unifica a gairebé tots ells és l'escassetat d'aigua. De fet, gairebé tota ella està situada en alguns dels deserts més hostils del planeta: el de Chihuahua i el de Texas. No obstant això, l'ocupació del terme Aridoamèrica podria donar una imatge una miqueta equivocada d'altres zones, com la serra californiana, on van existir i existeixen grans boscos i un clima més o menys benèvol.
Aridoamèrica s'estén per muntanyes, planures, costes, conques hídriques i planes importants. En aquests llocs el clima és desèrtic i presenta una relativa escassetat de plantes.

## Àrees culturals aridoamericanes
El Desert de Chihuahua és el més gran d'Amèrica del Nord, amida més de 300 000 quilòmetres quadrats, va dels límits de les valls de Riu Grande en Nou Mèxic i San Simón a Arizona al sud, cobrint part dels estats de Chihuahua, Coahuila, Durango, Zacatecas i Nou León. En el clima desèrtic està com un oasi la regió de Cuatro Ciénegas, amb 200 estanys d'aigües tèbies i calentes i variats continguts de minerals, la qual cosa canvia el color de l'aigua. El seu aïllament va crear una flora i una fauna endèmiques. Hi ha estromatòlits, els organismes vius més antics del planeta, i es creu, els primers éssers vius de la Terra. Hi ha tortugues, carpes, bagres, i altra mena de peix. En altres àrees s'han format aiguamolls, on hi ha peixos, serps, tortugues i aus.